# Carsten Hemmingsen
Carsten Hemmingsen (Odense, 18 de dezembro de 1970) é um ex-futebolista profissional dinamarquês que atuava como meia.

## Carreira
Carsten Hemmingsen se profissionalizou no B 1913.
Carsten Hemmingsen integrou a Seleção Dinamarquesa de Futebol na Copa Rei Fahd de 1995.

## Títulos
Dinamarca
- Copa Rei Fahd de 1995